# Le Bateau-Lavoir

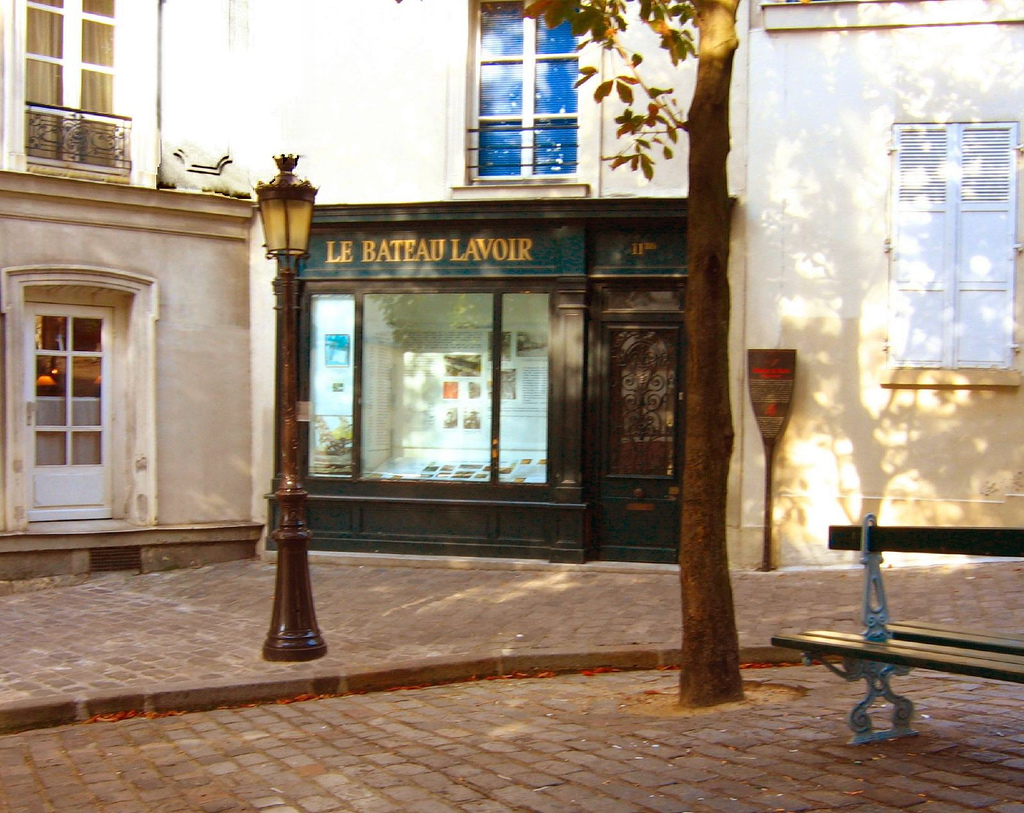
Le Bateau-Lavoir

Le Bateau-Lavoir was een ateliercomplex aan de Rue Ravignan 13 (nu Place Émile Goudeau 13) in Montmartre, in het 18e arrondissement van (Parijs). In de 19e eeuw betrokken kunstenaars, aangetrokken door de lage huren in deze omgeving, dit atelier. In het begin van de 20e eeuw, tot de Eerste Wereldoorlog in 1914 uitbrak, werd het gebouw bewoond door o.a. Picasso, Modigliani en Kees van Dongen en was het een brandpunt van avantgardistische schrijvers en schilders.
Helaas is het gebouw in 1970 door brand verwoest; in 1978 heeft men het herbouwd. Het pand op de foto hiernaast geeft niet Le Bateau-Lavoir aan, maar het ernaast gelegen gebouw op Place Émile Goudeau 11, met een etalage gewijd aan de geschiedenis van Le Bateau-Lavoir.

## Gebouw en naamgeving

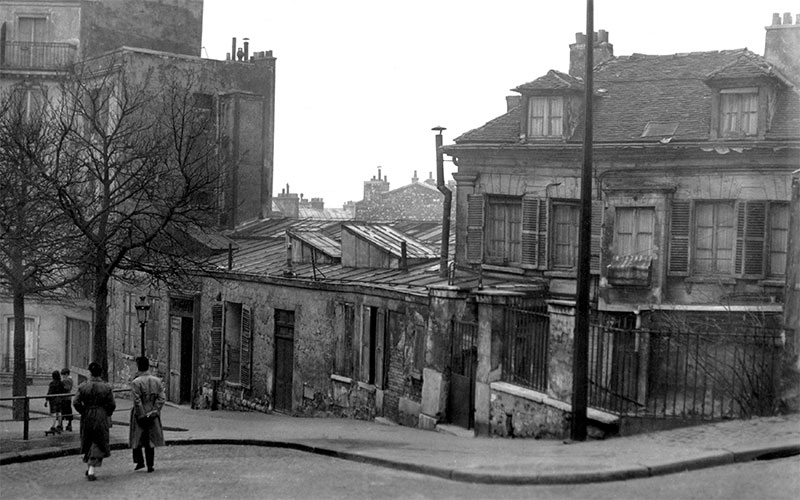
Le Bateau-Lavoir, circa 1910

Le Bateau-Lavoir (wasschip of drijvend washuis) was oorspronkelijk een danszaal en pianofabriek. In 1889 werd het opgedeeld in 20 kleine kamers, gelegen aan de twee kanten van een lange gang die leek op het gangboord van een schip. Het pand was eigenlijk een krot en had een vreemde indeling. Er was geen verwarming. Omdat er maar één kraan was, zou het door de Franse schrijver en schilder Max Jacob ironisch Le Bateau-Lavoir zijn genoemd. Roland Dongelès beschreef het als een obscure bouwval vol vreemde geluiden, hoeken en gaten met een wirwar van trappen.

## Kunstatelier
In 1904 betrok Pablo Picasso het atelier, evenals schilder Otto van Rees; Picasso woonde er tot 1909. Hier leerde hij zijn eerste liefde kennen: bohemienne en kunstenares Fernande Olivier. Ook Kees van Dongen kwam er met vrouw en dochtertje wonen in 1906. Picasso schilderde hier in 1907 o.a. Les Demoiselles d'Avignon, manifest van het kubisme. In 1908 richtten Picasso en zijn vrienden een banket aan ter ere van de naïeve schilder Henri Rousseau, waar ze hem spottend belaadden met medailles en hem achter zijn rug uitlachten. Later gebruikte ook Modigliani het als onderdak en atelier.
Bezoekers van Le Bateau-Lavoir waren onder anderen schrijver Guillaume Apollinaire, schilders Georges Braque, Jean Cocteau en Henri Matisse en de schrijfster en verzamelaarster Gertrude Stein.
- Bibliothèque nationale de France: cb125798213 (data)
- International Standard Name Identifier: 0000 0001 2370 1203
- Système universitaire de documentation: 111585910
- Virtual International Authority File: 305149196481474791679